# Svatonice
Svatonice jsou vesnice, část obce Záhoří v okrese Písek v Jihočeském kraji. Leží asi pět kilometrů severovýchodně od Písku. V současnosti se zde nachází několik chalup, statků, kaplička, železniční zastávka Záhoří a silo patřící firmě AGPI. V roce 2011 zde trvale žilo 61 obyvatel.

## Historie
První písemná zmínka o vesnici pochází z roku 1323, kdy je uváděna jako příslušenství hradu Zvíkov.

## Obyvatelstvo
| Rok            | 1869 | 1880 | 1890 | 1900 | 1910 | 1921 | 1930 | 1950 | 1961 | 1970 | 1980 | 1991 | 2001 | 2011 | 2021 |
| -------------- | ---- | ---- | ---- | ---- | ---- | ---- | ---- | ---- | ---- | ---- | ---- | ---- | ---- | ---- | ---- |
| Počet obyvatel | 139  | 104  | 144  | 153  | 143  | 137  | 128  | 112  | 125  | 95   | 69   | 58   | 59   | 61   | 53   |
| Počet domů     | 16   | 17   | 20   | 20   | 20   | 18   | 21   | 23   | 23   | 22   | 22   | 21   | 24   | 25   | 24   |

## Obecní správa
Při sčítání lidu v letech 1850–1920 Svatonice byly osadou obce Třešně v okrese Písek. V letech 1921–1959 byly samostatnou obcí v okrese Písek. Od roku 1960 jsou částí obce Záhoří v okrese Písek.

## Galerie

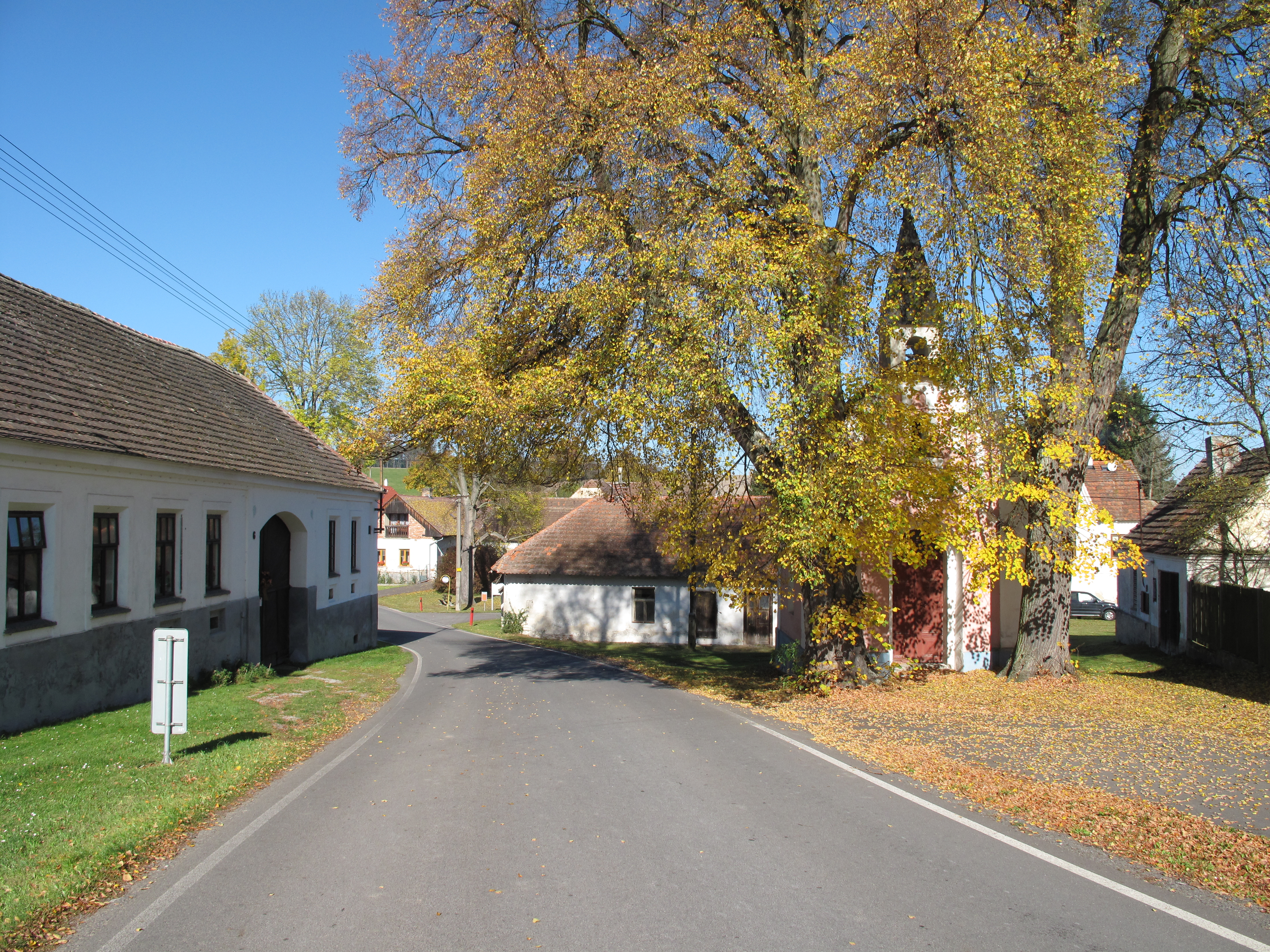
Kaplička a náves ve Svatonicích
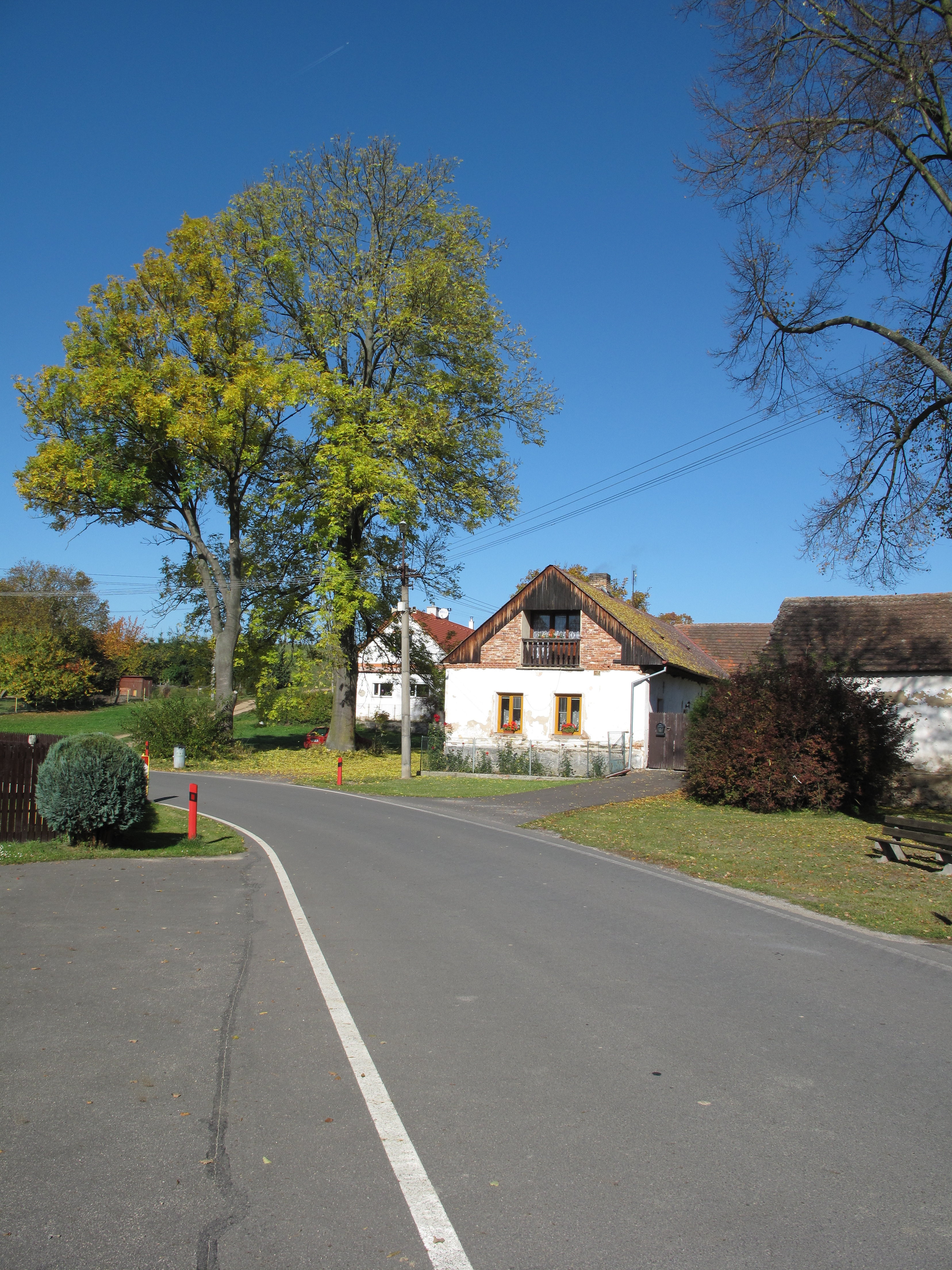
Silnice
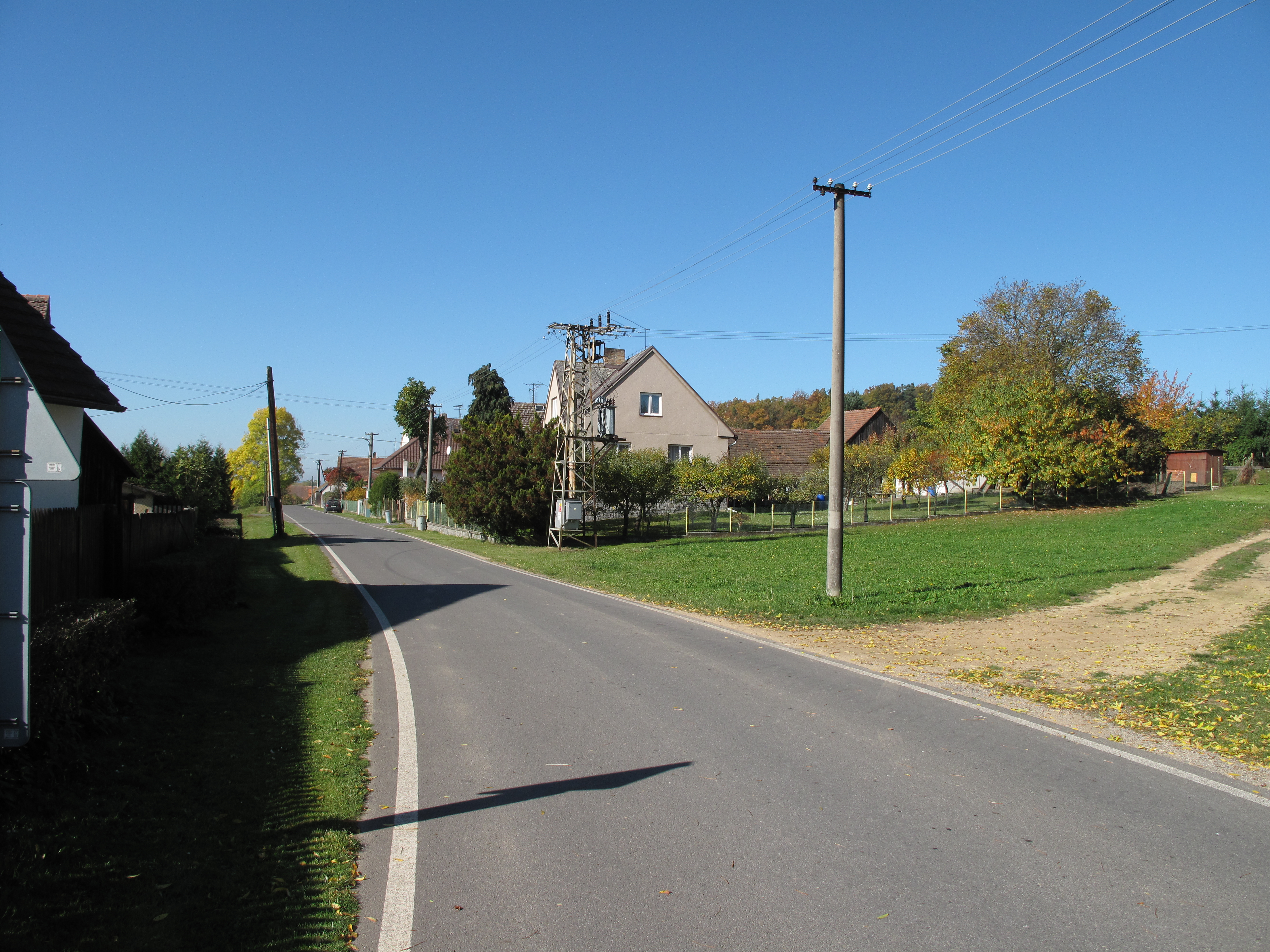
Domy